# Verkehrsunternehmen Wartburgmobil

Logo Verkehrsunternehmen Wartburgmobil als Aufgabenträger

Das Verkehrsunternehmen Wartburgmobil gemeinsame kommunale Anstalt öffentlichen Rechts (VUW) gkAöR tritt unter dem Markennamen Wartburgmobil am Markt auf.
Es betreibt den öffentlichen Personennahverkehr im Wartburgkreis mit der Stadt Eisenach sowie in Teilbereichen der Nachbarlandkreise Fulda, Hersfeld-Rotenburg und Werra-Meißner-Kreis in Hessen sowie Schmalkalden-Meiningen, Unstrut-Hainich und Gotha in Thüringen.
Die Stadt Eisenach und der Wartburgkreis haben ihre Eigenschaft als Aufgabenträger an die VUW übertragen.

## Geschichte

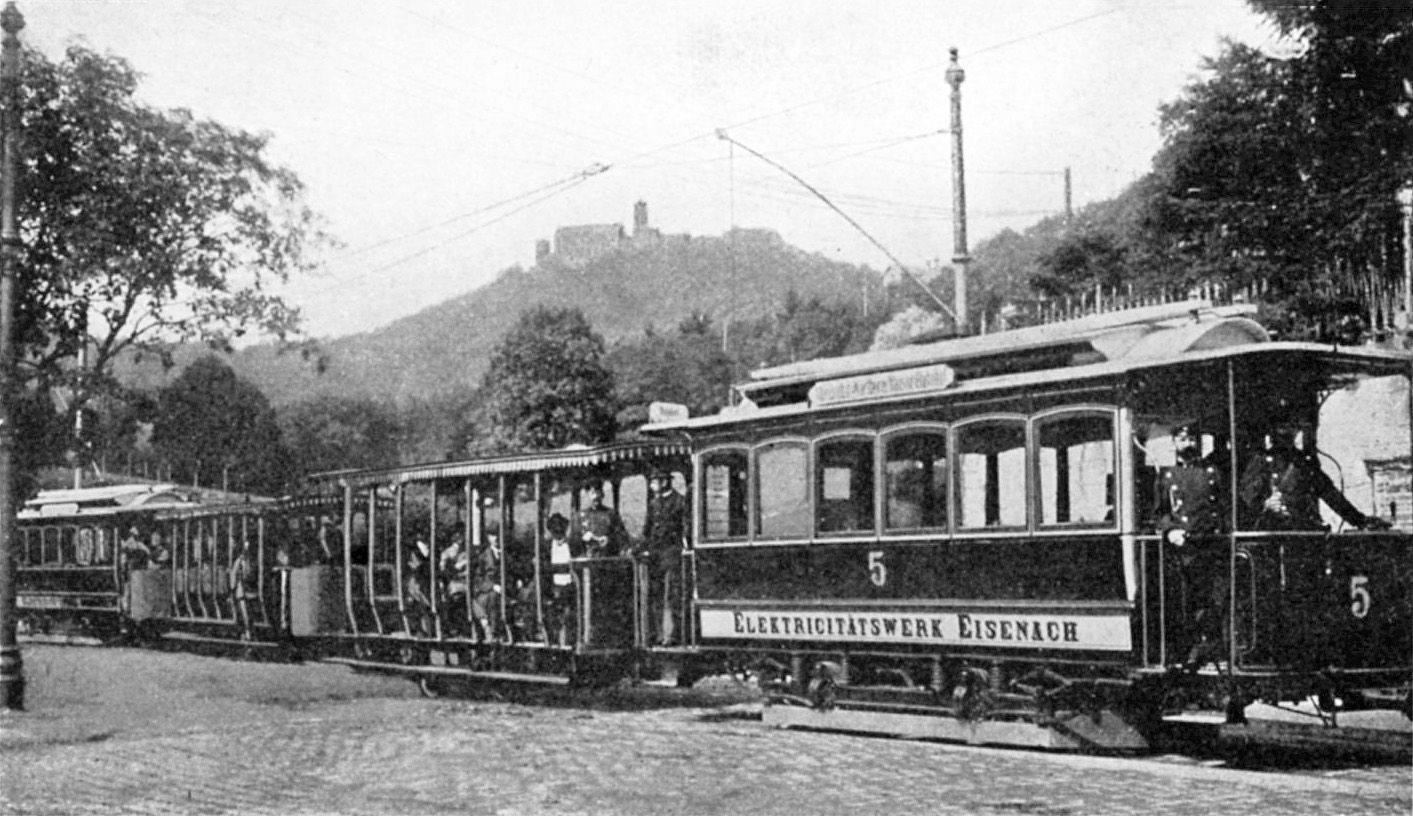
Triebwagen 5 mit offenem Beiwagen um 1900

### 1897–1945
Am 3. August 1897 eröffnete die Straßenbahn Eisenach ihren Betrieb, der zur Zeit der größten Ausdehnung auf drei Linien geführt wurde.
Durch private Initiative eines Schlossermeisters wurde zu Ostern 1913 der Kraftomnibusbetrieb auf den Buslinien Bahnhof Wartburg und Bahnhof Hohe Sonne – Wilhelmsthaler See eröffnet und erfreute sich sofort großen Interesses. Die in Berlin erworbenen Busse wurden mit verbesserten Bremsen und neuer Lackierung versehen. 1918 übernahm die Deutsche Reichspost das lukrative Omnibus-Geschäft in Eisenach und baute Verbindungen zu allen Ortschaften im Kreisgebiet auf.

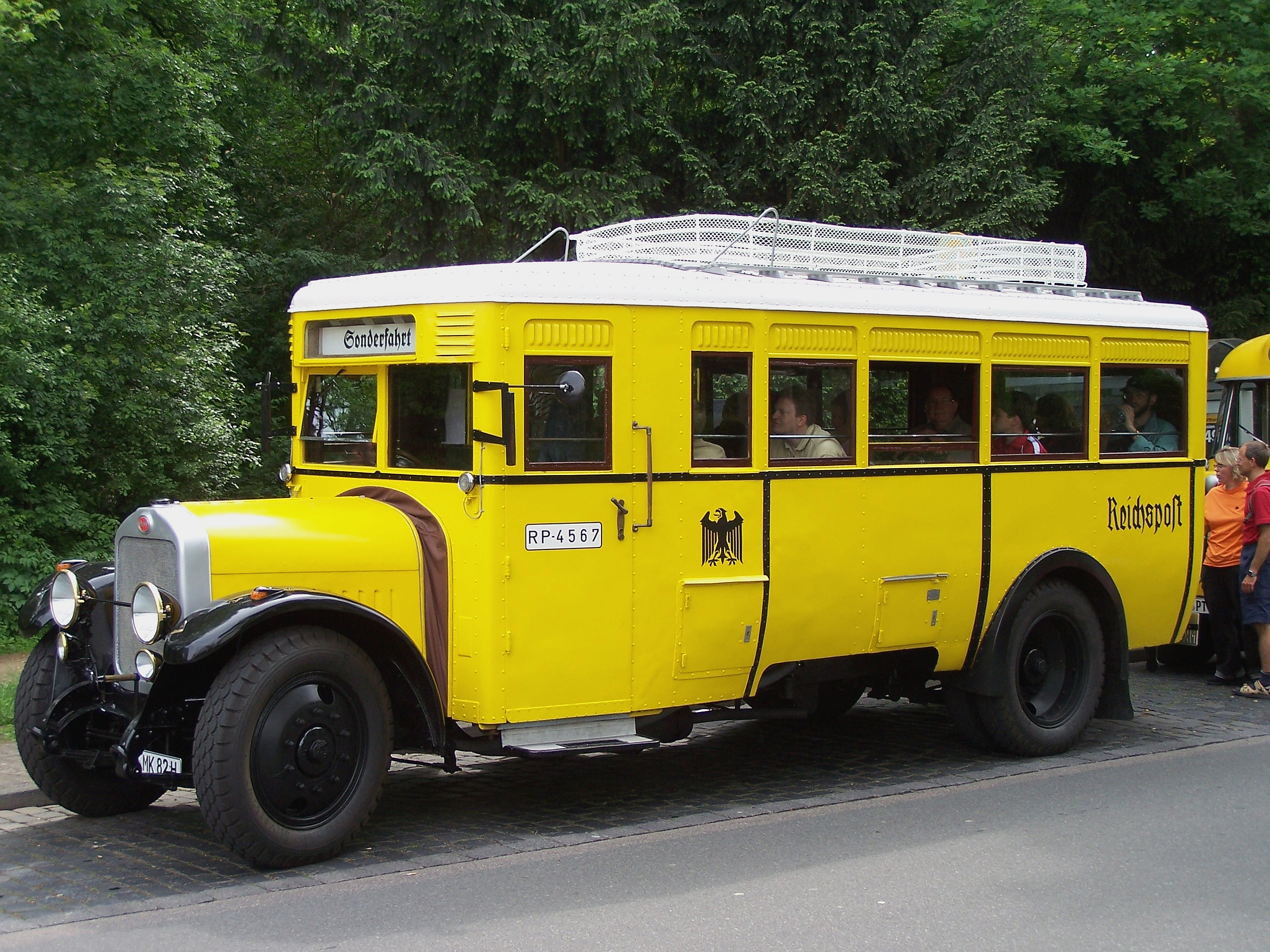
Historischer Postbus von DAAG aus dem Jahr 1925

Die ersten Kraftpostlinien im heutigen Kreisgebiet richtete man in Ergänzung der noch verkehrenden Postkutschenkurse im Jahr 1914 ein. Unmittelbar vor dem Zweiten Weltkrieg im Sommer 1939 verkehrten folgende Kraftpost-Linien:
| Strecke                                               | Anmerkung                                                          | Postamt               | Reichspostdirektion |
| ----------------------------------------------------- | ------------------------------------------------------------------ | --------------------- | ------------------- |
| Eisenach – Berka v d Hainich                          |                                                                    | Eisenach              | Erfurt              |
| Eisenach – Ruhla – Großer Inselsberg                  |                                                                    | Eisenach              | Erfurt              |
| Eisenach – Mühlhausen (Thür)                          |                                                                    | Eisenach              | Erfurt              |
| Ruhla Stadtkraftpost                                  | Etwa stündlicher Verkehr, Anschluss an die Ruhla-Wuthaer Eisenbahn | Ruhla                 | Erfurt              |
| Meiningen – Kaltennordheim                            |                                                                    | Meiningen             | Erfurt              |
| Kaltenlengsfeld – Kaltennordheim (Rhön) – Tann (Rhön) |                                                                    | Kaltennordheim (Rhön) | Erfurt              |
| Hünfeld – Geisa (Rhön)                                |                                                                    | Hünfeld               | Kassel              |
| Wernshausen – Geisa (Rhön)                            |                                                                    | Dermbach (Rhöngeb)    | Erfurt              |
| Eschwege – Eisenach                                   |                                                                    | Eschwege              | Kassel              |
| Schmalkalden – Bad Liebenstein-Schweina               | Die Fahrten werden im Herbst ganz oder teilweise eingestellt       | Schmalkalden          | Erfurt              |
| Bad Liebenstein – Ruhla – Eisenach                    |                                                                    | Bad Liebenstein       | Erfurt              |
| Bad Liebenstein – Hohe Sonne – Eisenach               |                                                                    | Bad Liebenstein       | Erfurt              |
| Schweina – Friedrichroda                              | nur von Ende Mai bis Mitte September                               | Bad Liebenstein       | Erfurt              |

Am 1. Juli 1939 ging die städtische Buslinie vom Hauptbahnhof zur Herrenmühlenstraße in Betrieb. Diese wurde allerdings am 30. November 1939 bereits wieder eingestellt.

### 1946–1989

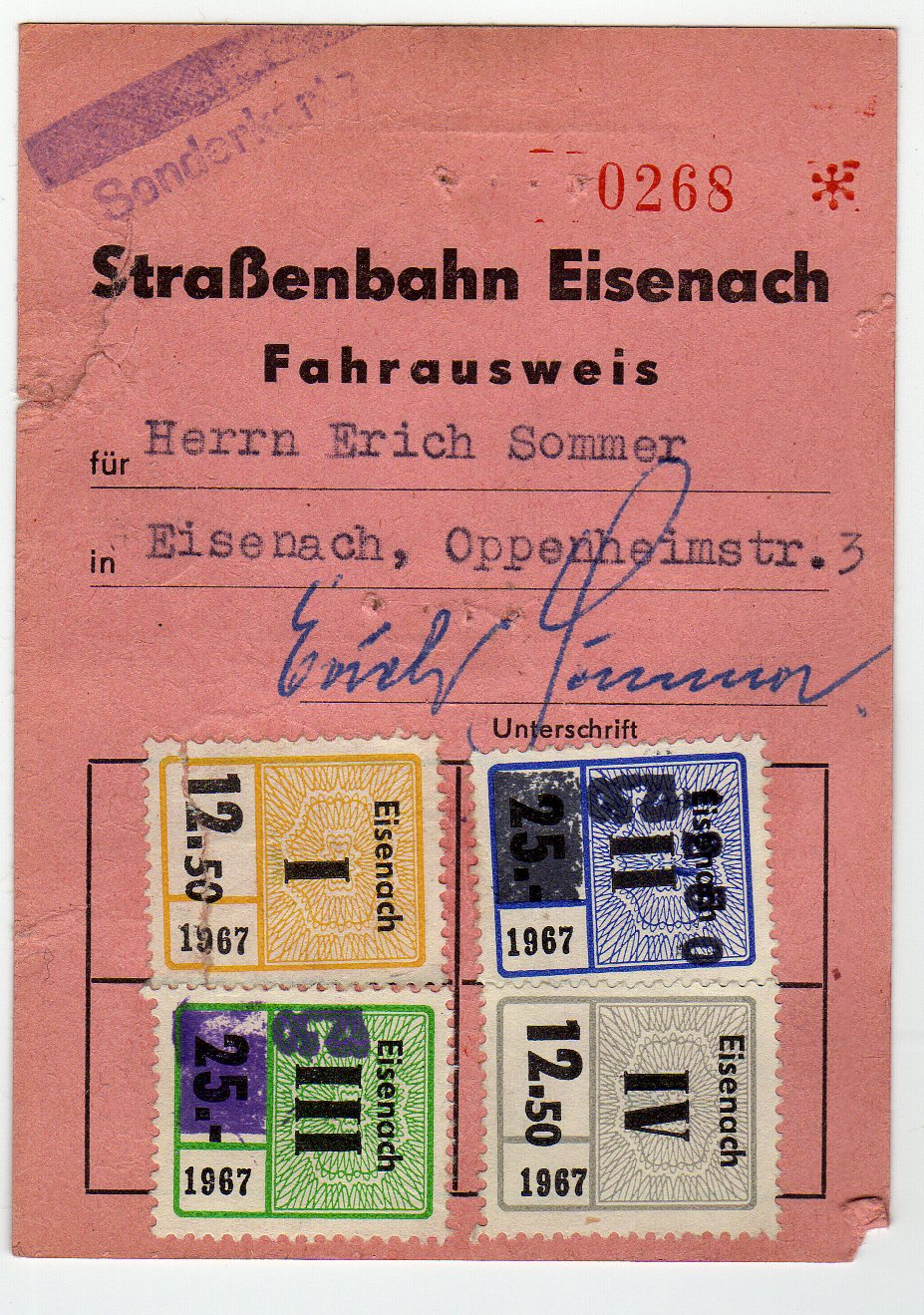
Jahreskarte der Straßenbahn Eisenach von 1967

Zwischen 1949 und 1970 wurden zunächst von der Deutschen Post unter alliierter Verwaltung bzw. danach von der Deutschen Post der DDR wie schon vor dem Krieg Linienbusverbindungen zwischen den einzelnen Poststellen teilweise parallel zu den Kraftverkehrslinien betrieben. So waren beispielsweise die Verbindungen Vacha – Geisa und Geisa – Wernshausen (vor dem Krieg bereits ab Hünfeld) zur Übernahme durch den VEB Kraftverkehr Bad Salzungen Kraftpost-Linien. Der eigentliche Kraftpost-Verkehr endete zwar am 30. Juni 1953, danach beförderten aber sogenannte Landkraftposten mit Kleinbussen (z. B. Phänomen Granit 30K) teilweise kombiniert Personen und Post noch in die kleineren Orte.
Am 1. Januar 1950 wird der Straßenbahnbetrieb vom Elektrizitätswerk getrennt und zunächst als Kommunales Wirtschaftsunternehmen (KWU) weitergeführt. Bereits zum 31. März 1951 werden die KWU aufgelöst und die Straßenbahn wird als VEB (K) Städtischer Verkehr Eisenach selbstständig.
Aufgrund der Grenzsituation zwischen sowjetischer (Thüringen) und amerikanischer (Hessen) Besatzungszone musste die fahrplanmäßige Beförderung der Kalikumpel am 4. Oktober 1952 von der Ulstertalbahn sowie der Bahnstrecke Wenigentaft-Mansbach–Oechsen auf Behelfsbusse der Auto-Transportgemeinschaft Thüringen (ATG) umgestellt werden (sogenannter Verkehrsträgerwechsel). Die ATG ging dann wenige Tage später am 13. Oktober 1952 im neu gegründeten Kraftverkehr Bad Salzungen auf.
Im Verlauf des Jahres 1955 wurde in Eisenach die Omnibuslinie in die Hofferbertaue eröffnet.
Die Straßenbahnstrecke in das Mariental wurde bereits im Jahr 1958 auf Busbetrieb umgestellt.
Der moderne Betriebshof Vacha des VEB Kraftverkehr Bad Salzungen wurde im Sommer 1961 in Betrieb genommen. Das als Rotunde erstellte Verwaltungsgebäude wurde von der Bauhaus-Universität Weimar in den Thüringer Architekturführer aufgenommen.
Die Anbindung des Wohngebietes in der Eisenacher Ernst-Thälmann-Straße mit einer Omnibuslinie erfolgte 1963.

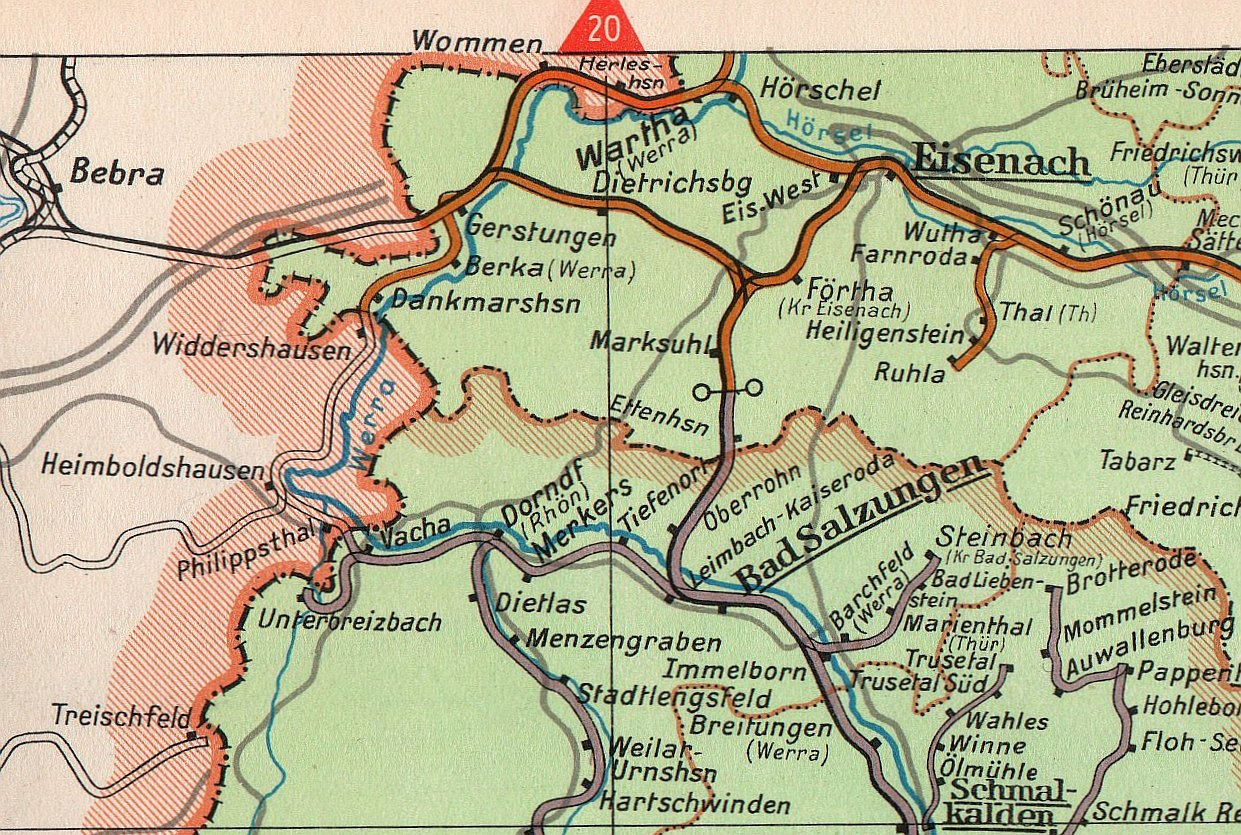
Überblick über die ehemaligen Bahnstrecken

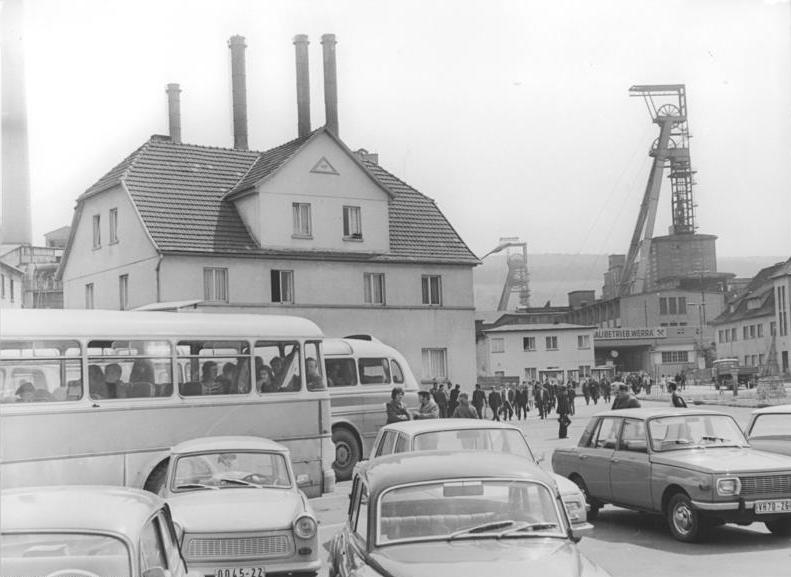
Busse des VEB Kraftverkehr Bad Salzungen am Kaliwerk Merkers 1974

Mit Einstellungen der Bahnstrecke Wutha–Ruhla übernahmen Busse im Rahmen eines Verkehrsträgerwechsels am 24. September 1967 die alleinige Bedienung der Strecke. Der Busbahnhof Ruhla befindet sich heute dort wo früher der Bahnhof stand.
Die Linie Immelborn – Bad Liebenstein – Steinbach wurde ab 4. August 1968 nach Einstellung der Bahnverbindung durch Busse des VEB Kraftverkehr Bad Salzungen bedient.
Im Jahr 1969 wurde die Straßenbahnstrecke zum Krankenhaus in Eisenach ab Mühlhauser Straße auf Busbetrieb umgestellt.
Der bis dahin selbstständige VEB Kraftverkehr Bad Salzungen wurde am 1. Juli 1970 mit den Betrieben in Meiningen und Schmalkalden zum neuen Großbetrieb VEB Kraftverkehr Schmalkalden mit etwa 1150 Mitarbeitern, 197 Bussen, 314 LKW und 92 PKW zusammengelegt.
Der Stadtverkehr in Bad Salzungen wurde im Verlauf des Jahres 1974 mit zunächst sieben Fahrten eröffnet. Bis zum Jahr 1979 wurde der Verkehr auf 36 Fahrten (werktags) ausgedehnt.
Zum 1. Januar 1976 stellte der VEB (K) Innerstädtischer Verkehr den Straßenbahnbetrieb nach 78 Betriebsjahren durch Übertragung des Verkehrs auf den VEB Kraftverkehr Eisenach auf Busverkehr um.

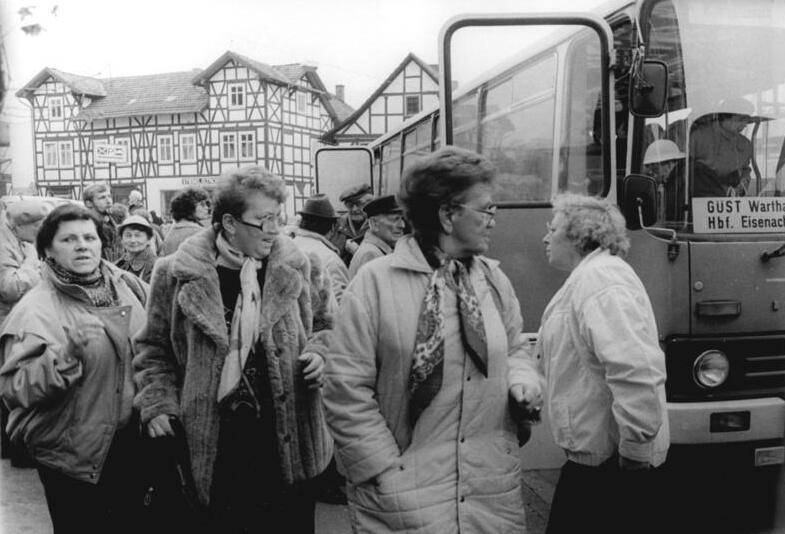
Pendelverkehr im November 1989 von Eisenach zur Grenzübergangsstelle Wartha/Herleshausen

### 1990 bis heute
Im Jahr 1990 ging der VEB Kraftverkehr Eisenach in der Westthüringischen Verkehrsgesellschaft mbH auf. Anschließend erfolgte die Kommunalisierung als Kommunale Personennahverkehrsgesellschaft Eisenach mbH.
Ebenfalls im Jahr 1990 entstand zum 1. Mai aus dem ab dem 1. April 1990 wieder eigenständigen VEB Kraftverkehr Bad Salzungen zunächst die Kraftverkehrsgesellschaft Bad Salzungen mbH, die dann am 17. Dezember 1991 in die Personennahverkehrsgesellschaft Bad Salzungen mbH (PNG) umfirmiert wurde.
Im Jahr 2006 wurden die ersten Fahrplaninformationssäulen beim Stadtverkehr Eisenach aufgestellt. Neben einer Uhr werden die nächsten Abfahrtzeiten auf einem Display dargestellt sowie statische Informationen (Liniennetzplan etc.).
Das neu errichtete Depot Eisenach wurde am 9. Februar 2016 in Betrieb genommen. Es befindet sich am Eichrodter Weg.
Seit Juli 2017 ist der neue Busbahnhof fertig gestellt und dient nun als Zentraler Omnibusbahnhof (ZOB) dem Öffentlichen Nahverkehr in der Wartburgstadt Eisenach und dem Umland (Wartburgkreis).

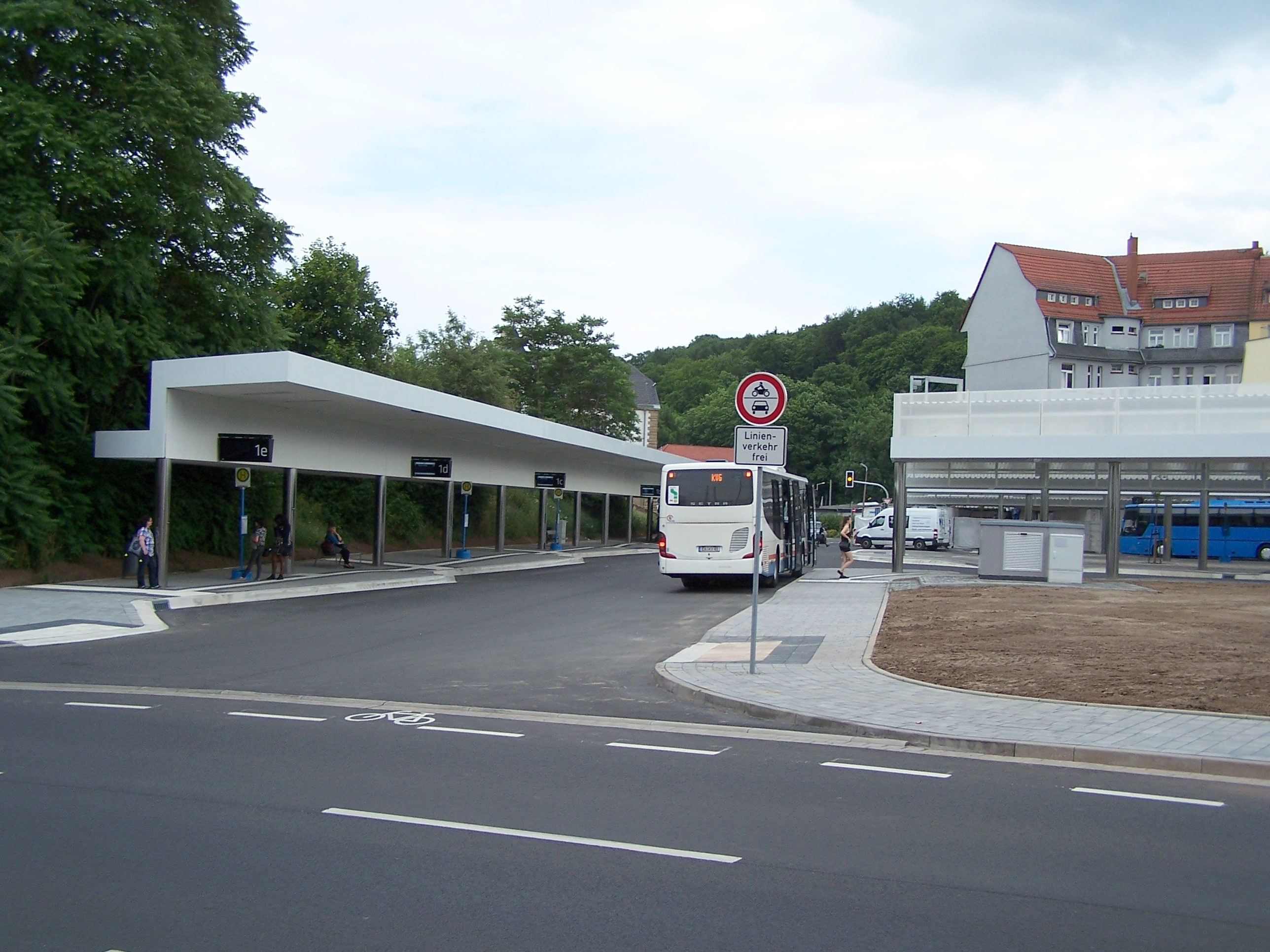
Busbahnhof Eisenach

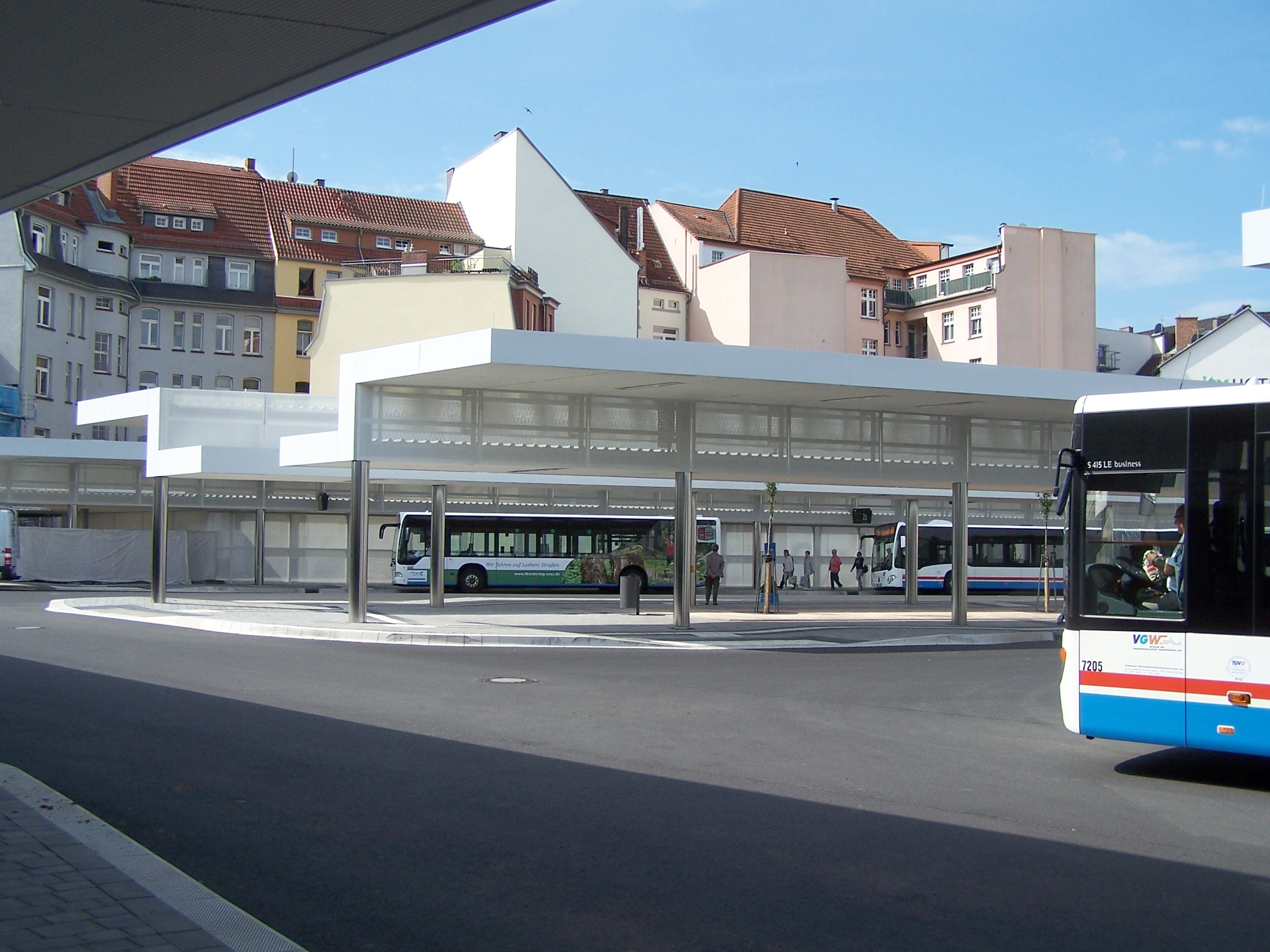
Innenansicht Busbahnhof Eisenach mit VUW-Bus

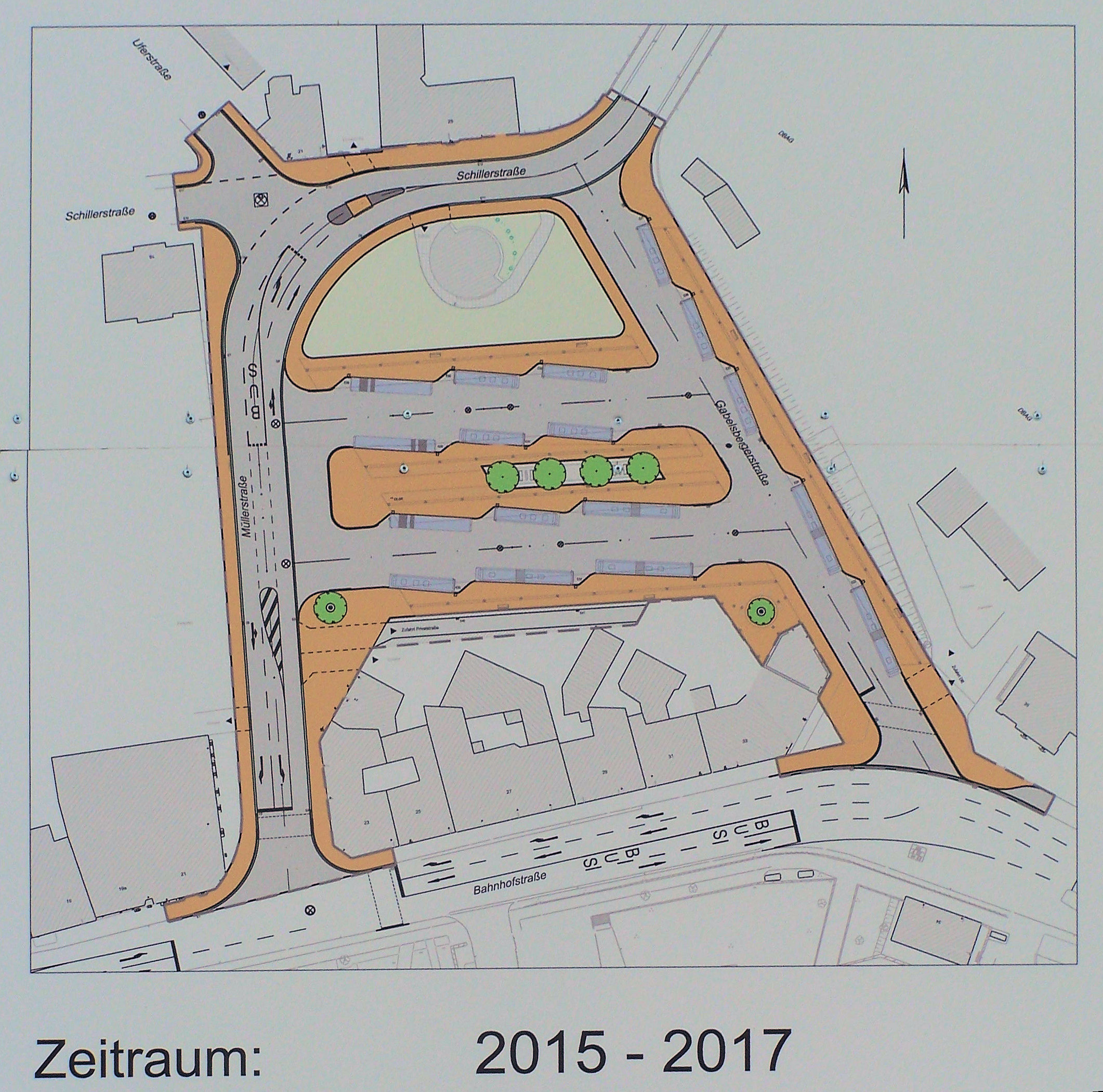
Lageplan des Busbahnhofs Eisenach

Nach erfolgter Fusion der Kommunalen Personennahverkehrsgesellschaft Eisenach mbH (KVG) und der Personennahverkehrsgesellschaft Bad Salzungen mbH (PNG) wurde die VUW mit Wirkung vom 12. Oktober 2017 ins Handelsregister eingetragen.

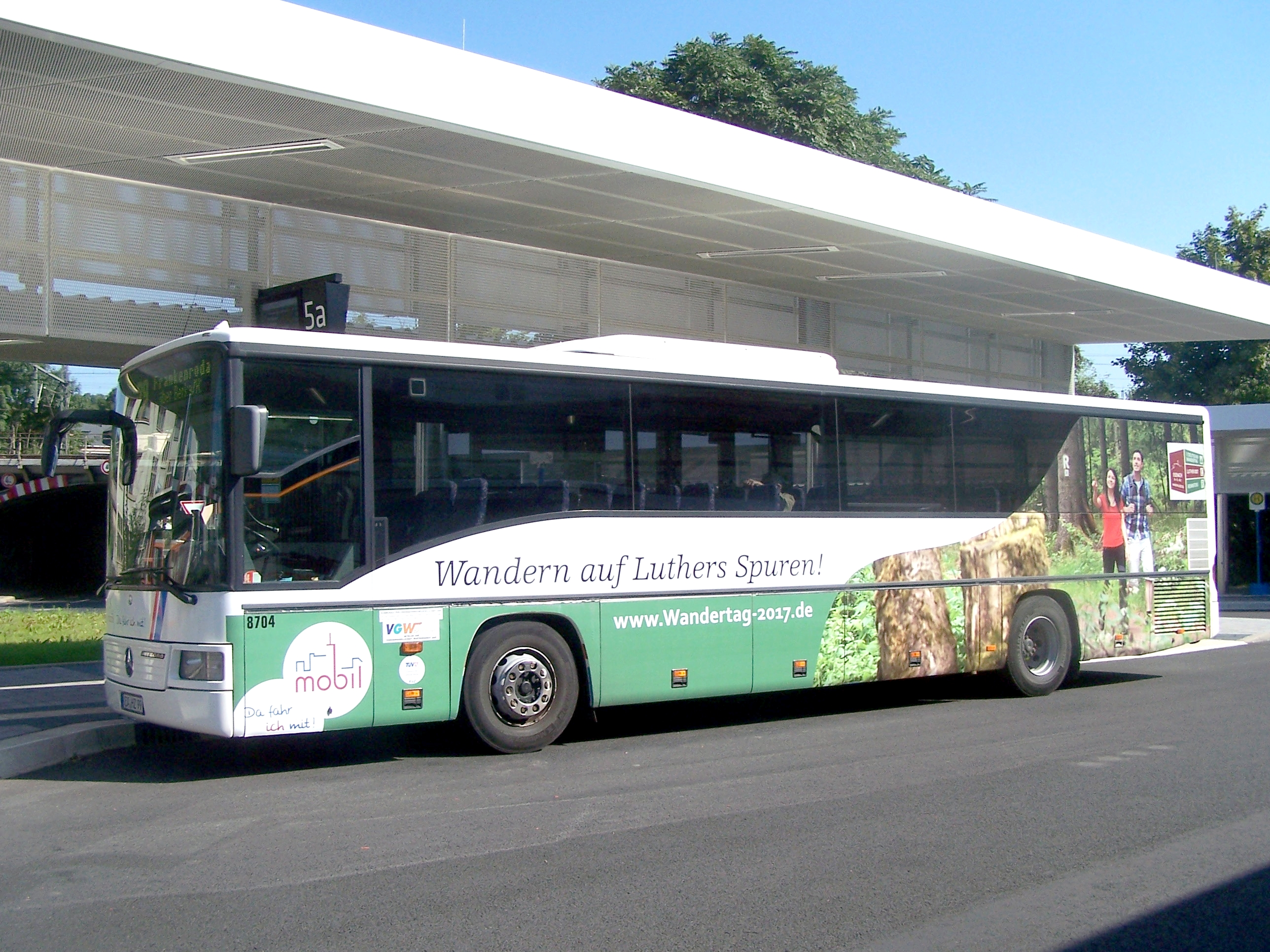
Bus der VUW mit Werbung für den Luther-Wandertag 2017 am Busbahnhof Eisenach

Anlässlich des Tages der Elektromobilität in Eisenach am 8. September 2018 wurde ein Förderbescheid über 850.000 Euro an das Unternehmen zur Anschaffung von zwei Batteriebussen übergeben. An diesem Tag wurde ein stündlicher Linienverkehr vom Markt in Eisenach zur Wartburg mit einem Ebusco-Batteriebus angeboten.

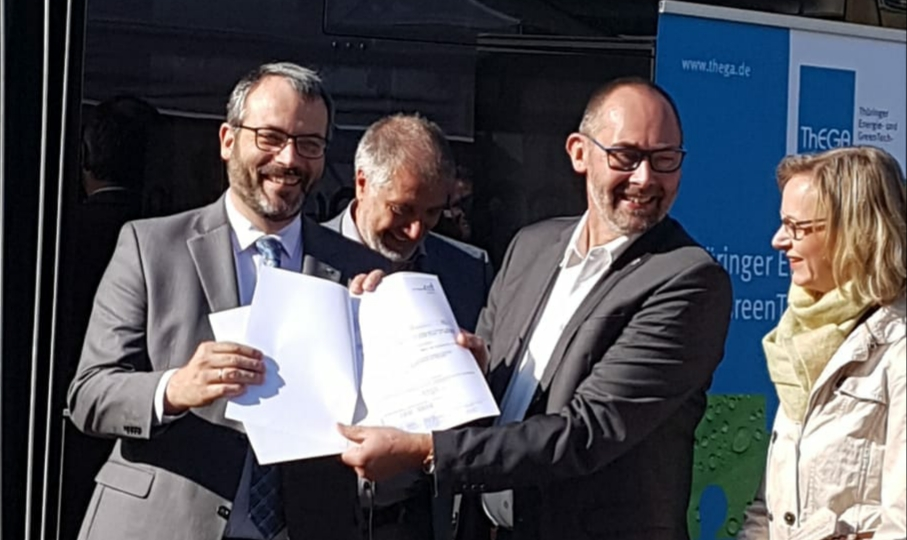
Übergabe des Förderbescheides von Staatssekretär Möller an Oberbürgermeisterin Wolf und VUW-Vorstand Schauerte

Am 1. Mai 2019 ist das komplett überarbeitete Liniennetz des Stadtverkehrs in Betrieb genommen worden. Erstmals wird Stregda mit Stadtbussen angebunden, ebenso die westlichen Ortsteile Hörschel, Neuenhof, Wartha und Göringen sowie das Villengebiet im Südviertel. Weiterhin geht die erste Nachtbuslinie N35 in der Nacht Samstag/Sonntag in Betrieb.
Das von Professor Knie vom WZB Berlin begleitete Forschungsprojekt „carla“ wurde im Rahmen des Tages des Elektromobilität in Bad Salzungen am 4. Mai 2019 vorgestellt. Die VUW stellt fünf Elektroautos, die gemietet werden können. Im Gegenzug kann der Mieter für 1 Euro/km über eine App-Lösung Mitfahrer mitnehmen.

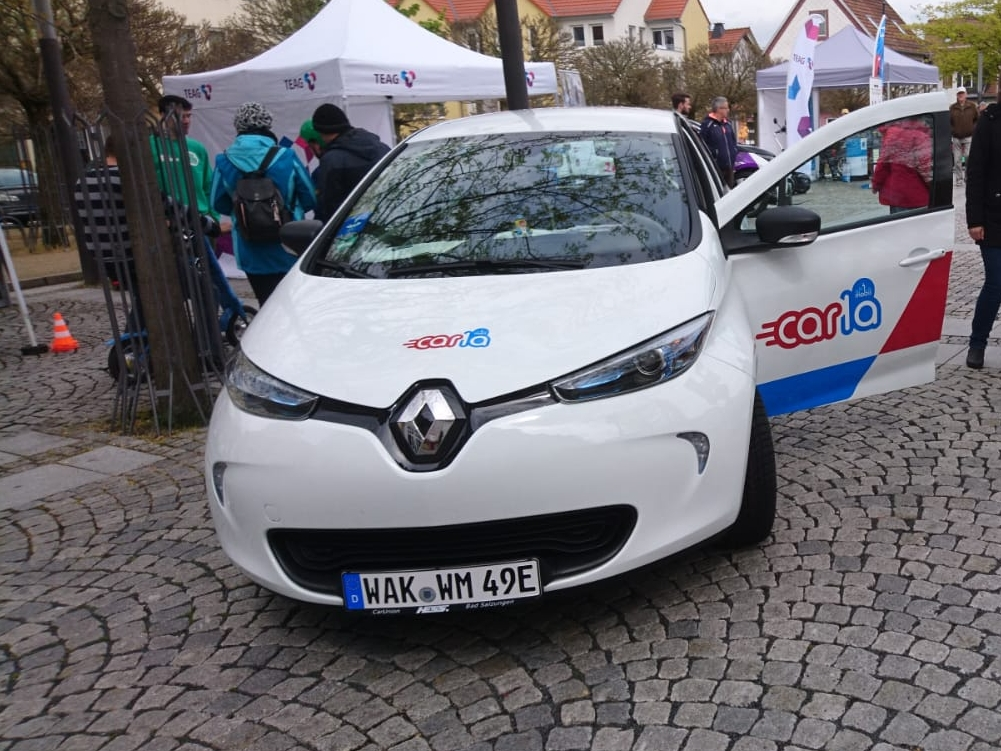
Renault ZOE als carla-Fahrzeug

Das Projekt wurde aufgrund mangelnder Nachfrage wieder eingestellt.
Durch Eisenachs Oberbürgermeisterin Katja Wolf konnte am 14. Mai 2019 die zentrale Leitstelle der VUW für das gesamte Bediengebiet der VUW eröffnet werden. Aus Eisenach wird der gesamte operative Betrieb gesteuert.

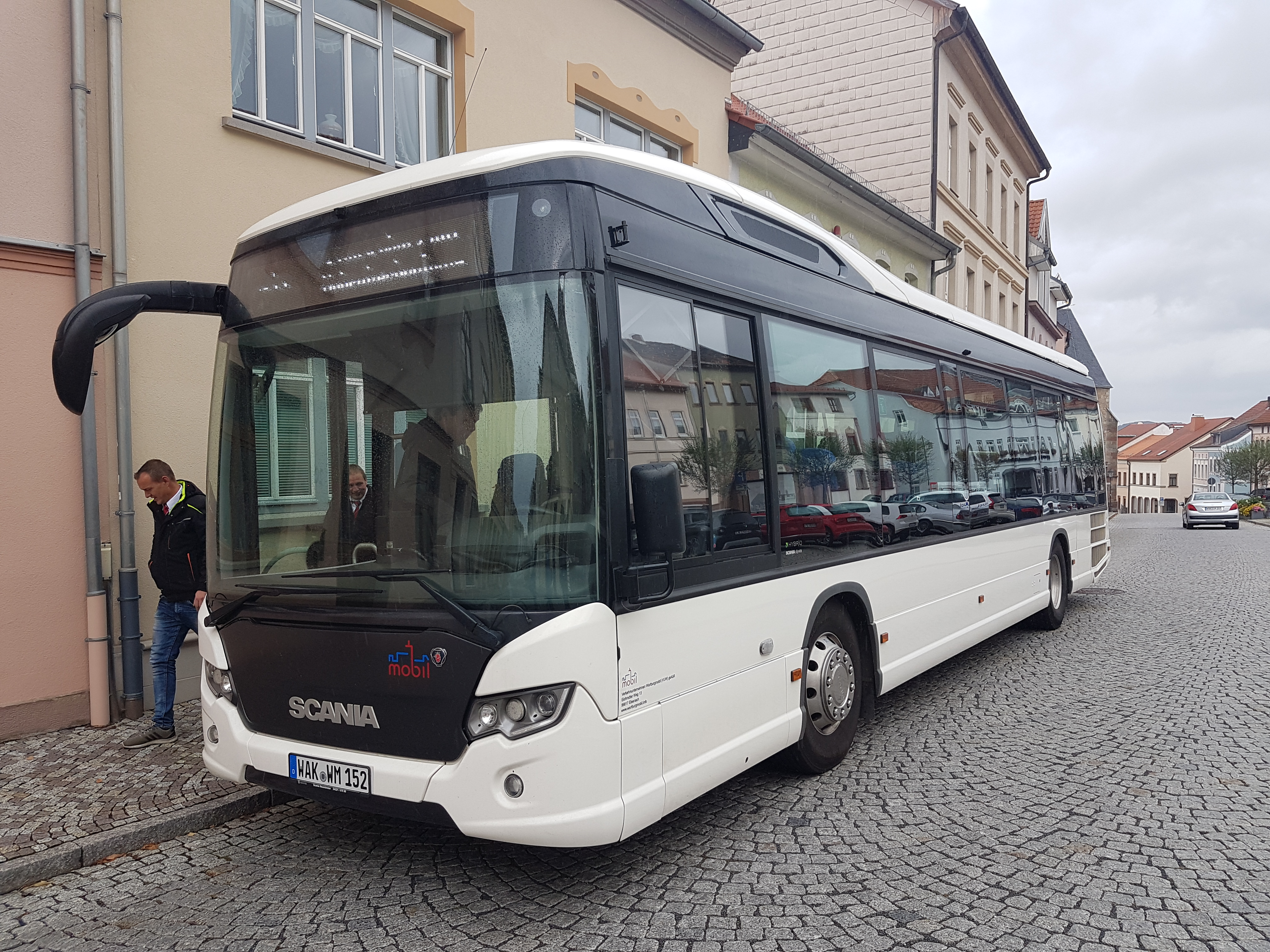
Scania Hybridbus

Wartburgmobil nahm am 9. Oktober 2019 in Geisa seinen ersten Hybridbus – ein Scania Omnicity LE – in Betrieb. Der Bus fährt im Regional- und Nachbarortsverkehr.
Aufgrund der COVID-19-Pandemie wurde der Linienverkehr in vier Stufen heruntergefahren. Am 17. März 2020 trat zunächst der Ferienfahrplan in Kraft und der Fahrerbereich in den Bussen wurde durch Absperrband vom Fahrgastbereich getrennt, am 19. März 2020 schlossen dann die Fahrgast-Servicecenter und einige Linien wurden komplett eingestellt. Der 25. März 2020 brachte dann den Samstags-Dauerfahrplan für den Stadtbus Eisenach, und als letzte Stufe wurde dann ab 29. März 2020 der komplette Sonn- und Feiertagsverkehr ausgesetzt. Am 14. April 2020 wurden die Fahrgast-Servicecenter unter entsprechenden Schutzmaßnahmen (Mund-Nasen-Schutz für Mitarbeiter, Spuck- und Nies-Schutzscheiben etc.) wieder geöffnet.
Der erste Dorfbus des Unternehmens nahm in Brunnhartshausen am 6. Mai 2020 den Betrieb auf. Mit einem Kleinbus werden von Mitarbeitern, die direkt vor Ort wohnen, die Stichstrecken bedient, die die Hauptlinien langsam und unwirtschaftlich machen. Ein Ausbau zu einem On-Demand-Verkehr „dorfbus“ begann am 31. August 2020.

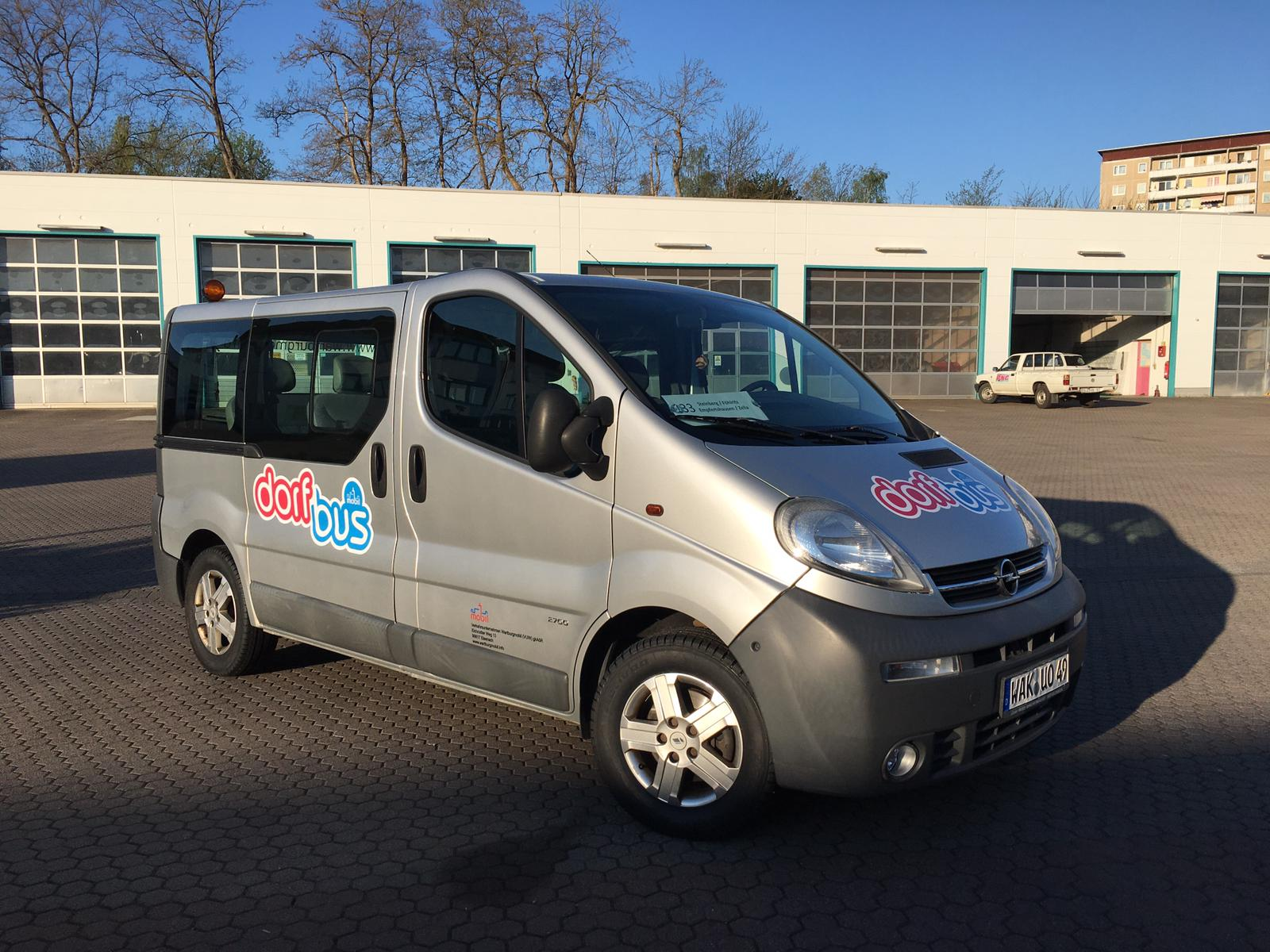
Erstes Dorfbus-Fahrzeug

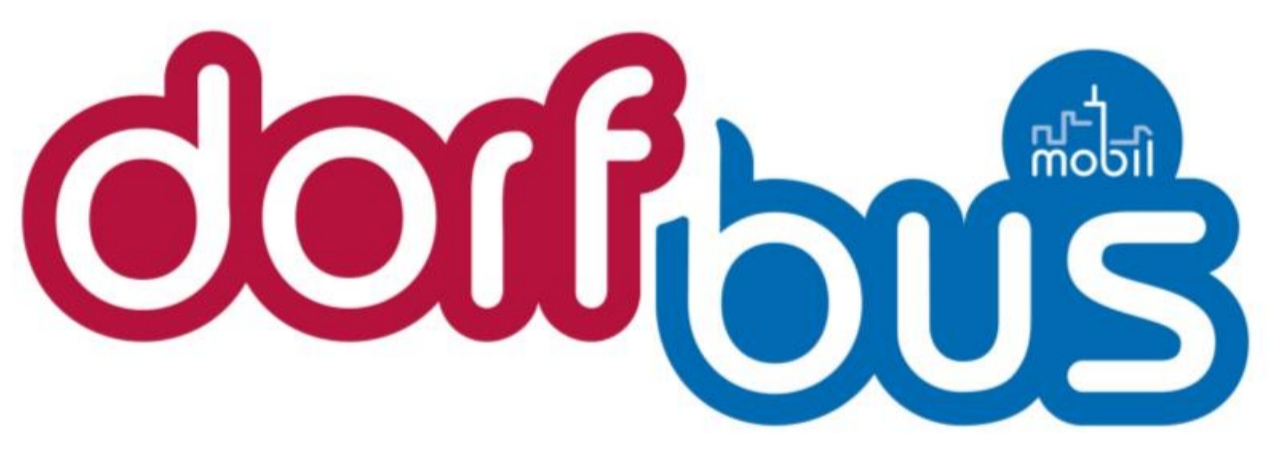
Logo für das Produkt Dorfbus

Im Februar 2022 stellte das Unternehmen sein Maskottchen „Oskar Otter“ vor. Es soll gerade in der Kommunikation mit jüngeren Fahrgästen als Sympathieträger dienen.
Seit dem 1. März 2022 ist Sina Fleischmann Vorstand des Verkehrsunternehmens Wartburgmobil.

## Struktur

### Zentrale
Die Verwaltung der VUW befindet sich am Betriebshof in Bad Salzungen. Der handelsrechtliche Sitz ist Eisenach.

### Servicecenter
Als Anlaufstelle für persönliche Auskünfte und zum Fahrkartenvorverkauf dienen die Servicecenter an den Busbahnhöfen in Eisenach und Bad Salzungen. In Bad Salzungen werden auch Tickets der DB sowie der Süd-Thüringen-Bahn verkauft, in Eisenach und Bad Salzungen Tickets von Flixbus.

### Betriebshöfe/Depots, Bereitstellungsplätze und Einsatzstellen/Abstellplätze
- Betriebshöfe befinden sich in
  - Bad Salzungen
  - Wutha-Farnroda
  - Geisa
  - Eisenach

- Einsatzstellen/Abstellplätze befinden sich in
  - Treffurt
  - Creuzburg
  - Förtha
  - Bad Liebenstein
  - Dermbach
  - Oechsen
  - Vacha

### Beteiligungen
| Gesellschaft                                      | Anteil (%) | Sitz               |
| ------------------------------------------------- | ---------- | ------------------ |
| Verkehrsgesellschaft Bad Salzungen mbH i.L. (VBS) | 68         | Bad Salzungen      |
| Flugplatzgesellschaft Eisenach-Kindel mbH (FPG)   | 54         | Hörselberg-Hainich |
| Verkehrsgesellschaft Wartburgkreis mbH (VGW)      | 52         | Wutha-Farnroda     |

### Fahrgastbeirat
Für den Wartburgkreis und die Stadt Eisenach wurde ein Fahrgastbeirat eingerichtet. In regelmäßig stattfindenden Besprechungen werden Themen des öffentlichen Personennahverkehrs mit Vertretern der VUW sowie ihrer Auftragnehmer und Vertretern der Stadt und des Wartburgkreises besprochen und beraten. Der Fahrgastbeirat hat sich die Aufgabe gestellt, den öffentlichen Personennahverkehr mitzugestalten. Ferner soll ein Austausch mit anderen Fahrgastbeiräten in Deutschland stattfinden.

## Aufgabengebiete/Geschäftsfelder
Die VUW betreibt
- Linienverkehr
- Schülerverkehr
- Schienenersatzverkehr
- Reiseverkehr
- Agenturvertrieb (für DB, Süd-Thüringen-Bahn/Transdev und Flixbus)
- Geschäftsbesorgung Buchhaltung
- Behörden-Fahrschule des Wartburgkreises[4]
- Freie Werkstatt für Pkw und Nutzfahrzeuge (incl. freier Tankstelle)

Der VUW fungiert zudem als Aufgabenträger für den ÖPNV in der Stadt Eisenach und dem Wartburgkreis. Die VUW ist damit zuständige Behörde im Sinne des europäischen Wettbewerbsrechts.

## Nachauftragnehmer und Öffentlicher Dienstleistungsauftrag (ÖDA)

### Öffentlicher Dienstleistungsauftrag
Mit der Durchführung eines Teils der Linien wurden ab 1. Juni 2019 per ÖDA drei private Verkehrsunternehmen als Nachauftragnehmer beauftragt.
- Linien 150 – 152: Verkehr Hainich OHG, Hörselberg-Hainich
- Linien 160 – 163: Verkehr Werraland OHG, Treffurt
- Linien 180 – 188: Verkehr Werra OHG, Gerstungen

### Nachunternehmer
Vier private Verkehrsunternehmen setzen als Subunternehmen Busse auf den Linien der VUW im südlichen Wartburgkreis ein:
- „Thüringer Rhöntourist“ Hartmann, Bad Liebenstein
- K. Knies & Söhne, Trusetal
- „Der Wiesenthaler Fleischmann“, Wiesenthal
- „Rhönsegler“ Walch, Kaltennordheim

## Linienverzeichnis
- XXX = Stadtbuslinie
- XXX = Saisonlinie
- XXX = Regionalbuslinie
- XXX = Nachtbuslinie
- XXX = Rufbuslinie/OnDemand-Verkehr

### Stadtverkehr Eisenach

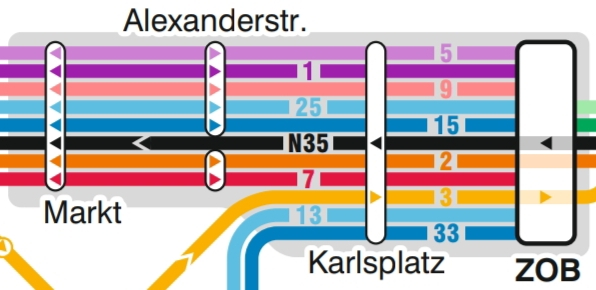
Stammstrecke Stadtbus Eisenach ZOB/Hauptbahnhof – Markt

Stand 12. Dezember 2021
| Linie        | Linienweg | Betreiber | Takt mo–fr     | Takt sa      | sonn- / feiertags |
| ------------ | --- | --------- | -------------- | ------------ | ----------------- |
| 1            | ZOB – Nord, An der Tongrube                                                                                                | VUW       | 20'            | 40–60'       | 60'               |
| 2            | Rothenhof – ZOB – Stedtfelder Str. – Lauchröden / – Siebenborn                                                             | VUW       | 20–60'         | 3 Kurse      | kein Betrieb      |
| 3            | ZOB – Mariental – Wartburg „Luthershuttle“                                                                                 | VUW       | 60'            | 60'          | 60'               |
| 4            | ZOB – Hofferbertaue – Stockhausen – Boschwerk – Hötzelsroda                                                                | VUW       | 60–120'        | 120'         | 3 Kurse           |
| 5            | ZOB – Karlskuppe | VUW       | 20'            | kein Betrieb | kein Betrieb      |
| 7            | ZOB – Automobile Welt/AWE – Wartenberg                                                                                     | VUW       | 120'           | 2 Kurse      | kein Betrieb      |
| 9            | ZOB – Industriegebiet Gries (Opel)                                                                                         | VUW       | 5 Kurse        | kein Betrieb | kein Betrieb      |
| 12           | ZOB – Gewerbegebiet Eichrodter Weg                                                                                         | VUW       | 6 Kurse        | kein Betrieb | kein Betrieb      |
| 15           | ZOB – Nord – Stregda – Boschwerk – Hötzelsroda                                                                             | VUW       | 60–120'        | 4 Kurse      | kein Betrieb      |
| 23           | Mariental – Wartburg „Wartburgshuttle“                                                                                     | VUW       | 30'            | 30'          | 30'               |
| 25           | ZOB – Stedtfelder Str. – Karlskuppe – Nord                                                                                 | VUW       | 60' mit Lücken | 40–60'       | 60'               |
| N35          | ZOB – Wandelhalle – ZOB – Stedtfelder Str. – Karlskuppe – Nord – Stregda – Hötzelsroda – Stockhausen – Hofferbertaue – ZOB | VUW       | kein Betrieb   | 2 Kurse      | kein Betrieb      |
| Stammstrecke | ZOB – Markt (1 2 5 7 9 15 25)                                                                                              | VUW       | 5–10'          | 20'          | 30'               |

### Ortsverkehr Bad Liebenstein
Stand 31. August 2024
| Linie | Linienweg                                                             | Betreiber | Takt mo–fr | Takt sa      | so/ftgs      |
| ----- | --------------------------------------------------------------------- | --------- | ---------- | ------------ | ------------ |
| 41    | H.-M.-Klinik – Steinbach – Altenstein – Schweina – ZOB – H.-M.-Klinik | VUW       | 60–120'    | 60–120'      | 60–120'      |
| 42    | H.-M.-Klinik – Meimers – Bairoda – ZOB – H.-M.-Klinik                 | VUW       | 60–120'    | kein Betrieb | kein Betrieb |
| 43    | Schülerverkehr / Ortsverkehr                                          | VUW       | 13 Kurse   | kein Betrieb | kein Betrieb |

### Stadt- und Ortsverkehr Bad Salzungen
Stand 19. August 2019
| Linie | Linienweg                                                                           | Betreiber | Takt mo–fr | Takt sa      | Takt so/ftgs |
| ----- | ----------------------------------------------------------------------------------- | --------- | ---------- | ------------ | ------------ |
| 51    | Busbahnhof – Klinikum – Ärztehaus – Busbahnhof                                      | VUW       | 30'        | 60'          | 60'          |
| 52    | Busbahnhof – Schwimmbad – Kaltenborn – Stadtfriedhof – Hersfelder Str. – Busbahnhof | VUW       | 60'        | 3 Kurse      | 3 Kurse      |
| 53    | Busbahnhof – Allendorf – Busbahnhof                                                 | VUW       | 30'        | 60'          | 60'          |
| 55    | Busbahnhof – Langenfeld – Hohleborn                                                 | VUW       | 4 Kurse    | kein Betrieb | kein Betrieb |

### Regionalverkehr Wartburgkreis

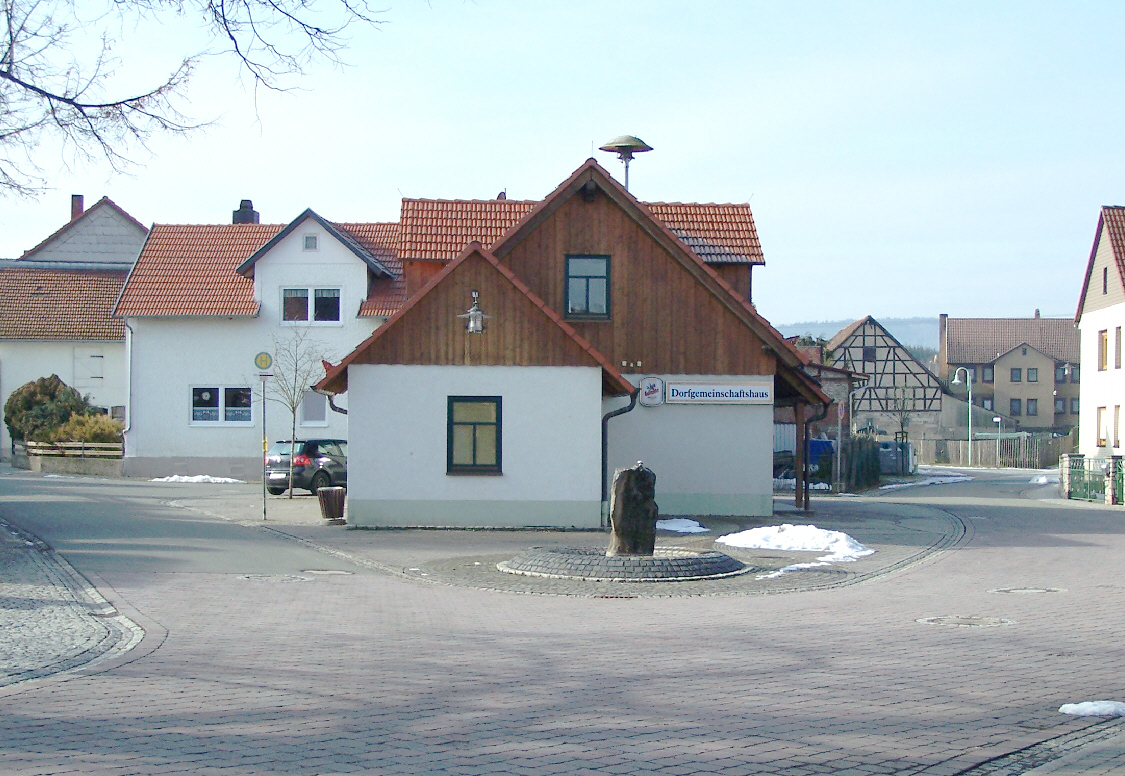
Regionalbushaltestelle im Ortsteil Übelroda der Gemeinde Barchfeld-Immelborn

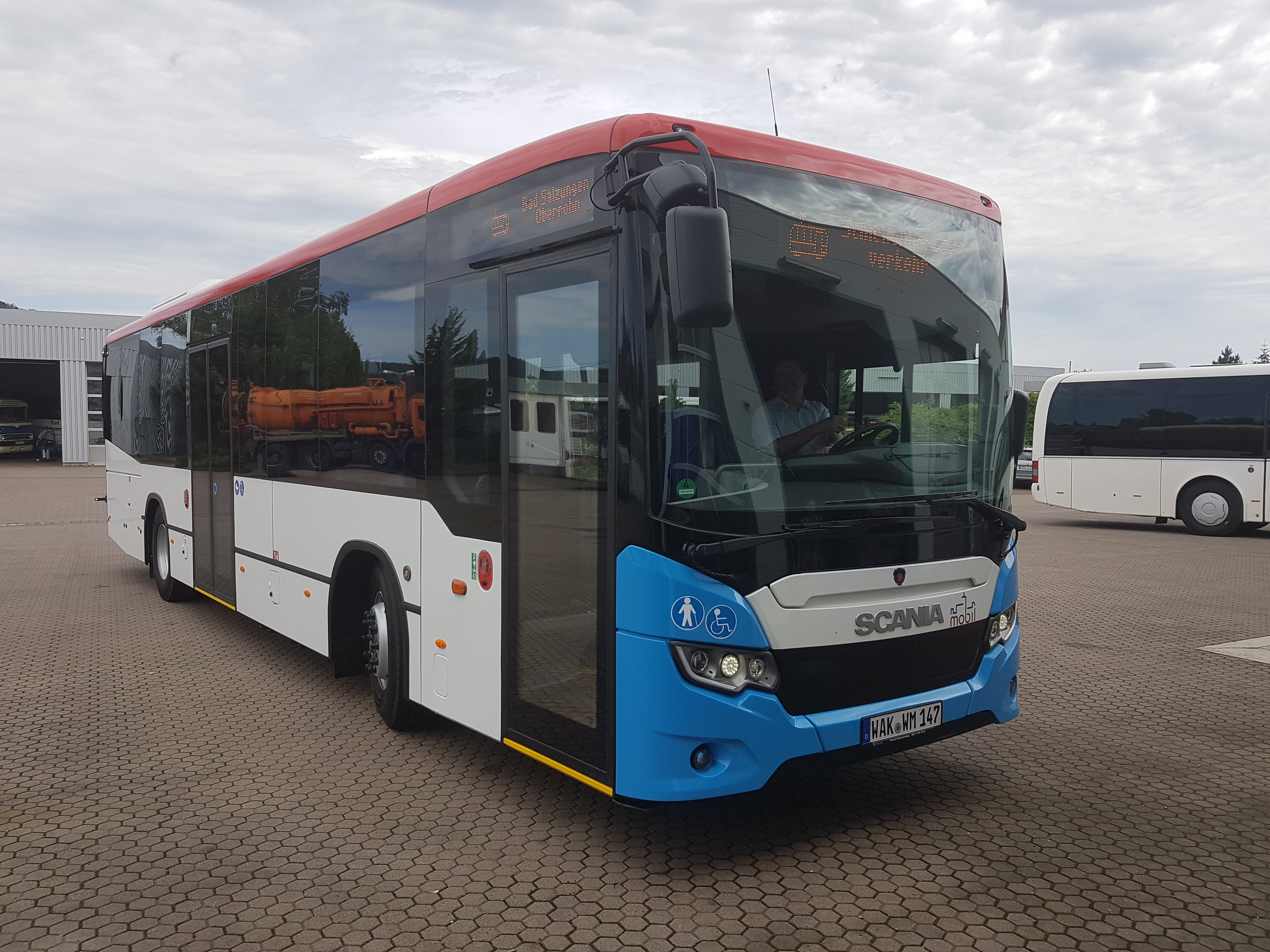
Scania Citywide LE Suburban Wartburgmobil im neuen Fahrzeugdesign

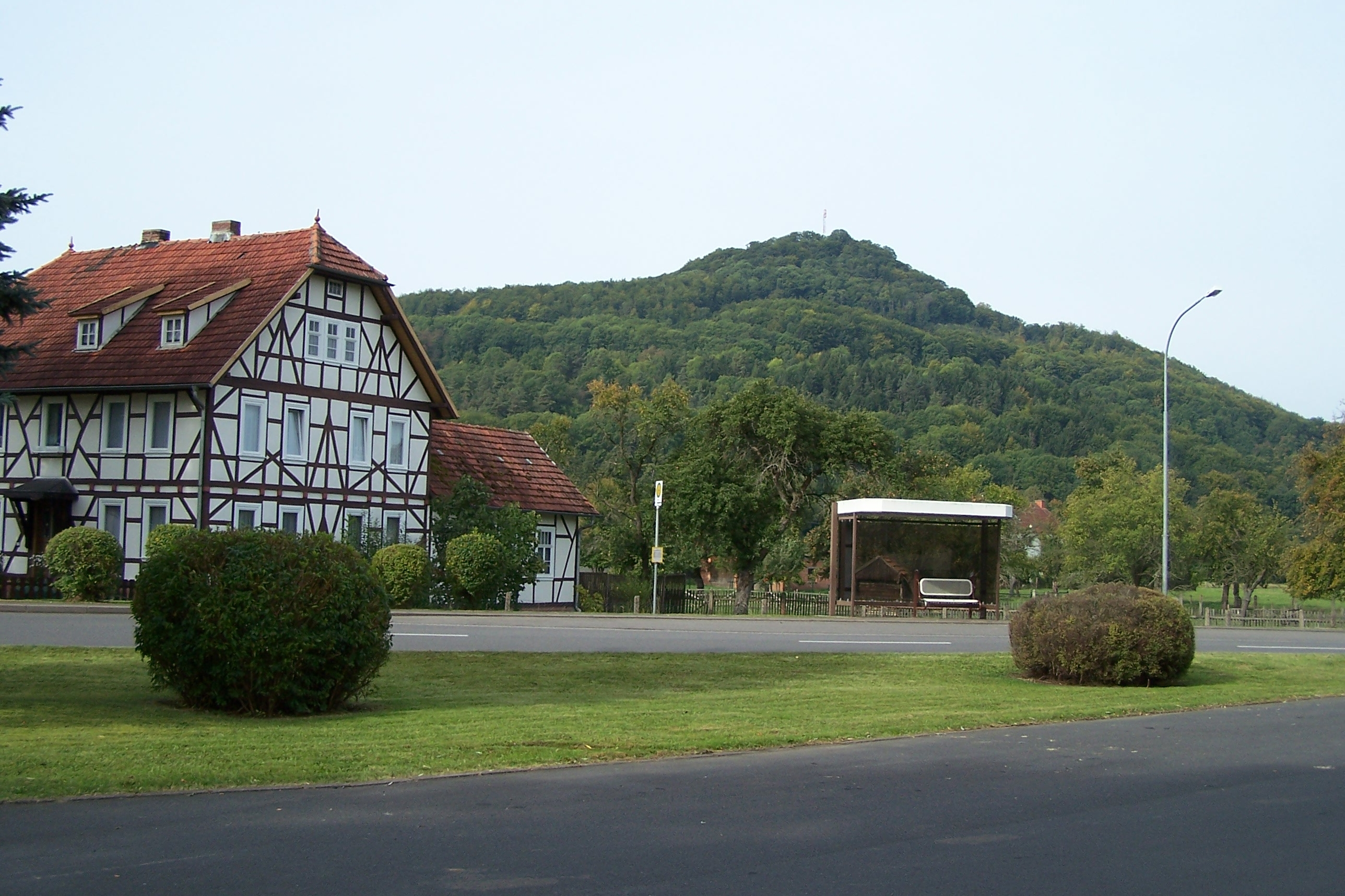
Regionalbushaltestelle im Ortsteil Schleid der gleichnamigen Gemeinde mit Blick auf den Rockenstuhl (Berg)

Stand 12. Dezember 2021
| Linie         | Linienweg                                                                                                  | Betreiber             | Takt mo–fr                                                  | Takt sa                               | Takt so/ftgs                          |
| ------------- | --- | --------------------- | ----------------------------------------------------------- | ------------------------------------- | ------------------------------------- |
|               | Bereich 10: Krayenberg-Hersfeld                                                                            | VUW                   |                                                             |                                       |                                       |
| 100 (NVV 300) | Bad Salzungen – Erlebnisbergwerk Merkers – Vacha – Bad Hersfeld (Bäderlinie)                               | VUW                   | 60'                                                         | 120'                                  | 120'                                  |
| 101           | Bad Salzungen – Hämbach – Tiefenort                                                                        | VUW                   | 21 Kurse                                                    | 3 Kurse                               | 3 Kurse                               |
| 103           | Merkers – Dorndorf – Kieselbach – Dönges – Hämbach – Merkers                                               | VUW                   | 8 Kurse                                                     | kein Betrieb                          | kein Betrieb                          |
| 104           | Vacha – Oberzella – Dorndorf – Stadtlengsfeld – Dermbach                                                   | VUW                   | 30–90'                                                      | 9 Kurse                               | 9 Kurse                               |
|               | Bereich 11: Suhl-, Elte- und Ulstertal                                                                     | VUW                   |                                                             |                                       |                                       |
| 110           | Eisenach – Dorndorf – Vacha – Buttlar – Geisa – Tann (Rhön) „Rhönkurier“                                   | VUW                   | Eisenach–Vacha 3 Kurse, Vacha–Geisa 60', Geisa–Tann 4 Kurse | 8 Kurse, Abschnitt Eisenach–Vacha 110 | 8 Kurse, Abschnitt Eisenach–Vacha 110 |
| 111           | Vacha – Völkershausen – Oechsen                                                                            | VUW                   | 20 Kurse                                                    | kein Betrieb                          | kein Betrieb                          |
| 113           | Geisa – Gerstengrund                                                                                       | VUW                   | 7 Kurse                                                     | kein Betrieb                          | kein Betrieb                          |
| 114           | Geisa – Wiesenfeld – Geismar – Reinhards – Spahl – Ketten – Walkes – Apfelbach – Motzlar – Schleid – Geisa | VUW                   | 15 Kurse                                                    | 2 Kurse                               | 2 Kurse                               |
| 115           | Deicheroda – Mühlwärts – Sünna                                                                             | VUW                   | 3 Kurse                                                     | kein Betrieb                          | kein Betrieb                          |
| 116           | Buttlar – Bermbach – Wenigentaft                                                                           | VUW                   | 15 Kurse                                                    | kein Betrieb                          | kein Betrieb                          |
| 117           | Eisenach – Unterellen – Lauchröden                                                                         | VUW                   | 13 Kurse                                                    | kein Betrieb                          | kein Betrieb                          |
| 118           | Eisenach – Eckardtshausen                                                                                  | VUW                   | 9 Kurse                                                     | kein Betrieb                          | kein Betrieb                          |
| 119           | Eisenach – Kupfersuhl – Möhra                                                                              | VUW                   | 11 Kurse                                                    | kein Betrieb                          | kein Betrieb                          |
|               | Bereich 12: Kuppenrhön-Hessisches Kegelspiel                                                               | VUW                   |                                                             |                                       |                                       |
| 120           | Dermbach – Geisa – Grenzmuseum Point Alpha – Hünfeld                                                       | VUW                   | ca. 120' + 18 Kurse                                         | 180'                                  | 180'                                  |
|               | Bereich 13: Feldatal                                                                                       | VUW                   |                                                             |                                       |                                       |
| 130           | Bad Salzungen – Langenfeld – Urnshausen – Wiesenthal – Dermbach                                            | VUW                   | 60' in Ergänzung mit 120 und X130                           | kein Betrieb                          | kein Betrieb                          |
| 131           | Wiesenthal – Dermbach                                                                                      | VUW                   | ca. 120'                                                    | 2 Kurse                               | 2 Kurse                               |
| dorfbus 132   | Kaltennordheim – Zella – Brunnhartshausen – Steinberg – Föhlritz – Dermbach                                | VUW                   | nur 7–19 Uhr                                                | 9–14:45 Uhr                           | 9–14:45 Uhr                           |
| 133           | Dermbach – Empfertshausen – Diedorf – Kaltennordheim – Kaltensundheim – Fladungen                          | VUW                   | 16 Kurse                                                    | kein Betrieb                          | kein Betrieb                          |
| 134           | Bad Salzungen – Dermbach – Stadtlengsfeld – Oechsen – Wölferbütt                                           | VUW                   | 3 Kurse                                                     | kein Betrieb                          | kein Betrieb                          |
| 136           | Dermbach – Empfertshausen – Tann (Rhön) – Geisa                                                            | VUW                   | 1 Kurs                                                      | kein Betrieb                          | kein Betrieb                          |
|               | Bereich 14: Erbstromtal-Rennsteig                                                                          | VUW                   |                                                             |                                       |                                       |
| 140           | Eisenach – Wutha-Farnroda – Ruhla – Bad Liebenstein – Bad Salzungen                                        | VUW                   | 60'                                                         | 60–180'                               | 120–180'                              |
| 142           | Eisenach – Wutha-Farnroda – Ruhla – Brotterode – Bad Tabarz „Inselsbergexpress“                            | VUW                   | 2 Kurse                                                     | 3 Kurse                               | 3 Kurse                               |
| 143           | Eisenach – Mosbach                                                                                         | VUW                   | 11 Kurse                                                    | 3 Kurse                               | 3 Kurse                               |
| 144           | Mosbach – Kittelsthal – Seebach – Winterstein – Ruhla                                                      | VUW                   | 18 Kurse                                                    | kein Betrieb                          | kein Betrieb                          |
|               | Bereich 15: Hörsel                                                                                         | Verkehr Hainich OHG   |                                                             |                                       |                                       |
| 150           | Eisenach – Behringen – Bad Langensalza                                                                     | Verkehr Hainich OHG   | 60'                                                         | 180'                                  | 180'                                  |
| 151           | Eisenach – Großenlupnitz – Ettenhausen/N.                                                                  | Verkehr Hainich OHG   | 16 Kurse                                                    | kein Betrieb                          | kein Betrieb                          |
| 152           | Eisenach – Deubach – Sondra – Mechterstädt                                                                 | Verkehr Hainich OHG   | 9 Kurse                                                     | kein Betrieb                          | kein Betrieb                          |
|               | Bereich 16: Hainich                                                                                        | Verkehr Werraland OHG |                                                             |                                       |                                       |
| 160           | Eisenach – Mihla – Nazza – Mühlhausen                                                                      | Verkehr Werraland OHG | 60–120'                                                     | 4 Kurse                               | 4 Kurse                               |
| 161           | Eisenach – Ütteroda – Mihla                                                                                | Verkehr Werraland OHG | 10 Kurse                                                    | kein Betrieb                          | kein Betrieb                          |
| 162           | Hallungen – Mihla – Creuzburg                                                                              | Verkehr Werraland OHG | 21 Kurse                                                    | kein Betrieb                          | kein Betrieb                          |
| 163           | Nazza – Treffurt                                                                                           | Verkehr Werraland OHG | 5 Kurse                                                     | kein Betrieb                          | kein Betrieb                          |
|               | Bereich 17: Nördliches Werratal                                                                            | VUW                   |                                                             |                                       |                                       |
| 170           | Eisenach – Creuzburg (– Ifta) – Treffurt – Falken / Eschwege (Fahrradbus)                                  | VUW                   | 60–120'                                                     | 120–240'                              | 120–240'                              |
| 172           | Großburschla – Treffurt (– Wendehausen) – Falken                                                           | VUW                   | 12 Kurse                                                    | kein Betrieb                          | kein Betrieb                          |
| 173           | Eisenach – Ifta – Wolfmannsgehau                                                                           | VUW                   | 17 Kurse                                                    | kein Betrieb                          | kein Betrieb                          |
| 174           | Eisenach – Stregda – Madelungen – Krauthausen – Pferdsdorf                                                 | VUW                   | 15 Kurse                                                    | kein Betrieb                          | kein Betrieb                          |
| 175           | Creuzburg – Scherbda                                                                                       | VUW                   | 9 Kurse                                                     | kein Betrieb                          | kein Betrieb                          |
| 176           | Creuzburg – Pferdsdorf                                                                                     | VUW                   | 3 Kurse                                                     | kein Betrieb                          | kein Betrieb                          |
|               | Bereich 18: Gerstungen                                                                                     | Verkehr Werra OHG     |                                                             |                                       |                                       |
| 180           | Eisenach – Marksuhl – Gerstungen – Berka/W. – Großensee                                                    | Verkehr Werra OHG     | ca. 60–120' + Schulfahrten                                  | 3 Kurse                               | kein Betrieb                          |
| 181           | Eisenach – Lauchröden – Gerstungen                                                                         | Verkehr Werra OHG     | 2 Kurse                                                     | kein Betrieb                          | kein Betrieb                          |
| 183           | Eisenach – Eckardtshausen – Oberellen – Gerstungen                                                         | Verkehr Werra OHG     | 9 Kurse                                                     | kein Betrieb                          | kein Betrieb                          |
| 186           | Gerstungen – Obersuhl – Dippach                                                                            | Verkehr Werra OHG     | 7 Kurse                                                     | kein Betrieb                          | kein Betrieb                          |
| 187           | Gerstungen – Berka/W. – Vitzeroda                                                                          | Verkehr Werra OHG     | 10 Kurse                                                    | 3 Kurse                               | kein Betrieb                          |
| 188           | Sallmannshausen – Gerstungen – Berka/W. – Großensee                                                        | Verkehr Werra OHG     | 8 Kurse                                                     | kein Betrieb                          | kein Betrieb                          |
|               | Bereich 19: Werraniederung-Thüringer Wald                                                                  | VUW                   |                                                             |                                       |                                       |
| 190           | Bad Salzungen – Barchfeld-Immelborn – Bad Liebenstein – Moorgrund – Hohe Sonne – Mariental – Eisenach      | VUW                   | 60'                                                         | 4 Kurse                               | 4 Kurse                               |
| 191           | Bad Salzungen – Oberrohn – Möhra / Ettenhausen/S. – Gumpelstadt – Kloster – Bad Salzungen                  | VUW                   | 11 Kurse                                                    | 6 Kurse                               | 6 Kurse                               |
| 192           | Bad Liebenstein – Gumpelstadt – Möhra                                                                      | VUW                   | 4 Kurse                                                     | kein Betrieb                          | kein Betrieb                          |
| 196           | Bad Salzungen – Bad Liebenstein – Trusetal – Brotterode                                                    | VUW                   | 8 Kurse                                                     | 2 Kurse                               | 2 Kurse                               |